# 植岡寛雄
植岡 寛雄（うえおか ひろお、明治4年6月23日（1871年8月9日） - 1927年（昭和2年）2月16日）は、大日本帝国陸軍軍人。最終階級は陸軍少将。位階勲等は正五位勲三等。

## 経歴・人物
愛媛県出身。旧士族。1893年（明治26年）7月に陸軍士官学校（4期）卒業。翌年3月、歩兵少尉に任官し、5月には兵科を輜重兵に転科。
日露戦争には第10師団隷下の輜重第10大隊中隊長として出征。同師団は遼陽会戦・沙河会戦・奉天会戦に参加。戦中の1904年（明治37年）11月、少佐に昇進。
1909年（明治42年）11月に輜重第11大隊長。翌年11月に中佐に進級。
1914年（大正3年）8月に輜重第7大隊長となり、1916年（大正5年）5月、陸軍輜重兵大佐に任官。翌年よりシベリア出兵に参加。
1918年（大正7年）7月に輜重第15大隊長。
1920年（大正9年）8月に陸軍少将に昇進し、同日待命となり、同年12月に予備役編入となった。

## 家族
- 実父・加茂寬正 ‐ 元松山藩士。維新後、愛媛県職員。寛雄はその二男。[5]
- 養父・植岡経徳 ‐ 寛雄8歳で養子となり、22歳で家督相続
- 実弟・加茂正雄 ‐ 寛正の三男
- 妻・ツネ‐愛媛県士族・明星延典の姉

## エピソード
- 私立北予中学校（現在の愛媛県立松山北高等学校）の校長に就任した秋山好古と植岡が語っていたとき、植岡が同郷の親しい仲とて無遠慮に「閣下はよく禿げましたね。どうしてそんなに禿げたのですか。」と尋ねた。その際秋山は怒ることもなく「これか。俺が今の地位（校長職）を得るまでの苦労は並大抵のことではなかった。その間に俺は何千回、何万回となく頭を下げてきたから、とうとうこのように禿げてしまった。」と答えている[6]。

## 栄典
位階
- 1894年（明治27年）5月1日 - 正八位[7]
- 正五位

勲章等
- 勲三等瑞宝章
- 勲四等旭日章[3]